# Виноградівка (Березівський район)
Виногра́дівка — село Ширяївської селищної громади у Березівському районі Одеської області. Населення становить 123 осіб.

## Населення
Згідно з переписом УРСР 1989 року чисельність наявного населення села становила 113 осіб, з яких 49 чоловіків та 64 жінки.
За переписом населення України 2001 року в селі мешкали 123 особи.

### Мова
Розподіл населення за рідною мовою за даними перепису 2001 року:
| Мова       | Відсоток |
| ---------- | -------- |
| українська | 92,68 %  |
| молдовська | 4,07 %   |
| російська  | 3,25 %   |